# 멜로딕 데스 메탈

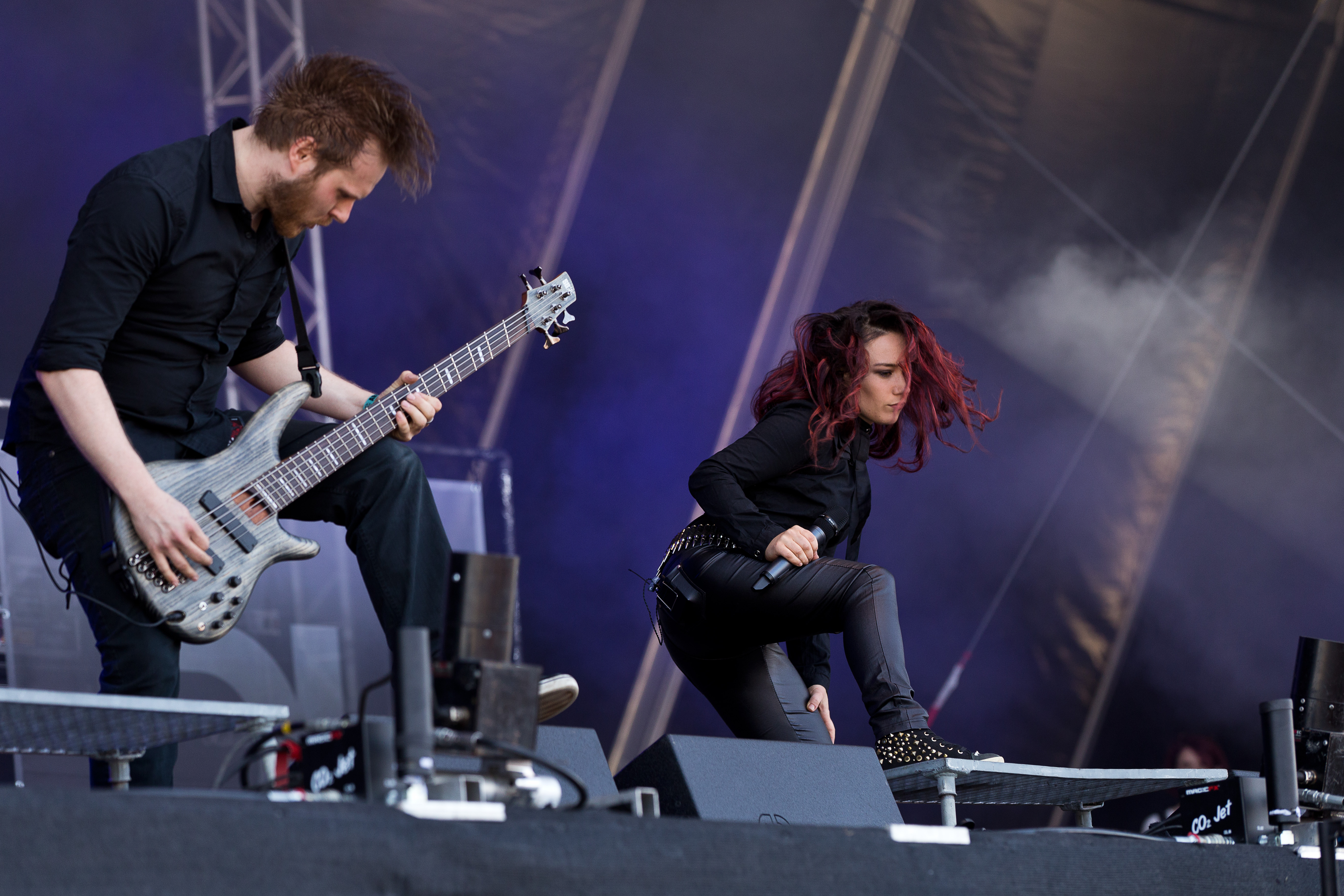

멜로딕 데스 메탈(Melodic death metal)은 헤비 메탈에 포함된 음악 장르의 하나이다. 줄여서 멜데스(meldeath)라고 부르기도 한다. 멜로딕 데스 메탈의 해석은 주로 두 가지 개념이있다. 하나는 북유럽 메탈의 계통에 속하는 멜로디를 중시한 음악 스타일에 데스 메탈의 창법 데스 보이스(extreme vocal)를 도입한 것이다라고하는 것과 데스 메탈의 공격성을 억제하면서도 데스 보이스를 남겨 정통 헤비 메탈의 선율을 도입하고 드라마틱한 전개를 갖게 한 것이다라고하는 것이다.